# 中村琢二
中村 琢二（なかむら たくじ、1897年4月1日 - 1988年1月31日）は、日本の洋画家である。日本芸術院会員。

## 経歴
鉱山技師であり、後に住友本社鉱山技師長となる中村啓二郎の二男として、当時啓二郎が勤務していた佐渡金山があった新潟県佐渡郡相川町（現・佐渡市）に生まれる。洋画家の中村研一は実兄。1899年、愛媛県新居浜に移り、1906年より、福岡県の祖父母のもとで育つ。旧制東筑中学（現福岡県立東筑高等学校）入学後、福岡県立中学修猷館に転校。在学中に兄・研一や児島善三郎らが創立した絵画同好会「パレット会」に参加して、西洋絵画を勉強している。1916年、父の跡を継ぐべく第五高等学校理科に進むが、健康上の理由で中退し、第六高等学校英法科に入学して、1924年、東京帝国大学経済学部を卒業する。
1928年、フランス留学から帰国した兄・研一の勧めで画家を志し、1930年、『材木座風景』で第17回二科会展に初入選。同年から、兄の紹介で安井曽太郎に師事する。1937年、一水会が創立されるとこれに参加し、1938年、第2回一水会展に『母と子』などを出品して岩倉具方賞を受賞。1939年、第3回一水会展に『ボレロの女』などを出品して一水会賞を受賞。1941年、第4回文部省美術展覧会（新文展）で『女集まる』が特選を受賞する。
1942年、一水会会員となり、1946年、同委員となる。1953年、第15回一水会展出品作『扇を持つ女』で、第4回芸能選奨文部大臣賞を受賞。1962年、第5回日本美術展覧会（日展）で『画室の女』が文部大臣賞を受賞し、1963年、同作品、及び第24回一水会展出品作『男の像』により、日本芸術院賞を受賞する。
1965年、紺綬褒章を受章。その後、1973年、日展参与、1980年、日展参事、1981年、日本芸術院会員、1982年、日展顧問を歴任した。
風景画、肖像画を主に描き、中間色を用いた穏やかな作風、明快な構図、軽妙な筆触を示した。
1988年1月31日、急性心筋梗塞のため横浜市金沢区の横浜南共済病院で死去。享年90。

## 画集
- 『中村琢二画集』（六芸書房、1984年）